# Juazeiro
Juazeiro, ciudad del estado brasileño de Bahia, se encuentra a orillas del río San Francisco. Tiene 220,253 habitantes. Al otro lado del río se encuentra la ciudad de Petrolina, el estado de Pernambuco, unida a Juazeiro a través del Puente Presidente Dutra.

## Celebridades
Aquí nacieron los futbolistas Luiz Pereira y Dani Alves y de los cantores João Gilberto e Ivete Sangalo.

## Localización
Juazeiro se localiza en el margen derecho del río São Francisco, en el extremo norte de Bahía, conectado con la ciudad de Petrolina por el Puente Presidente Dutra.

## Economía
La ciudad de Juazeiro es considerada la más industrializada del Valle São Francisco, su principal actividad económica es la agricultura.

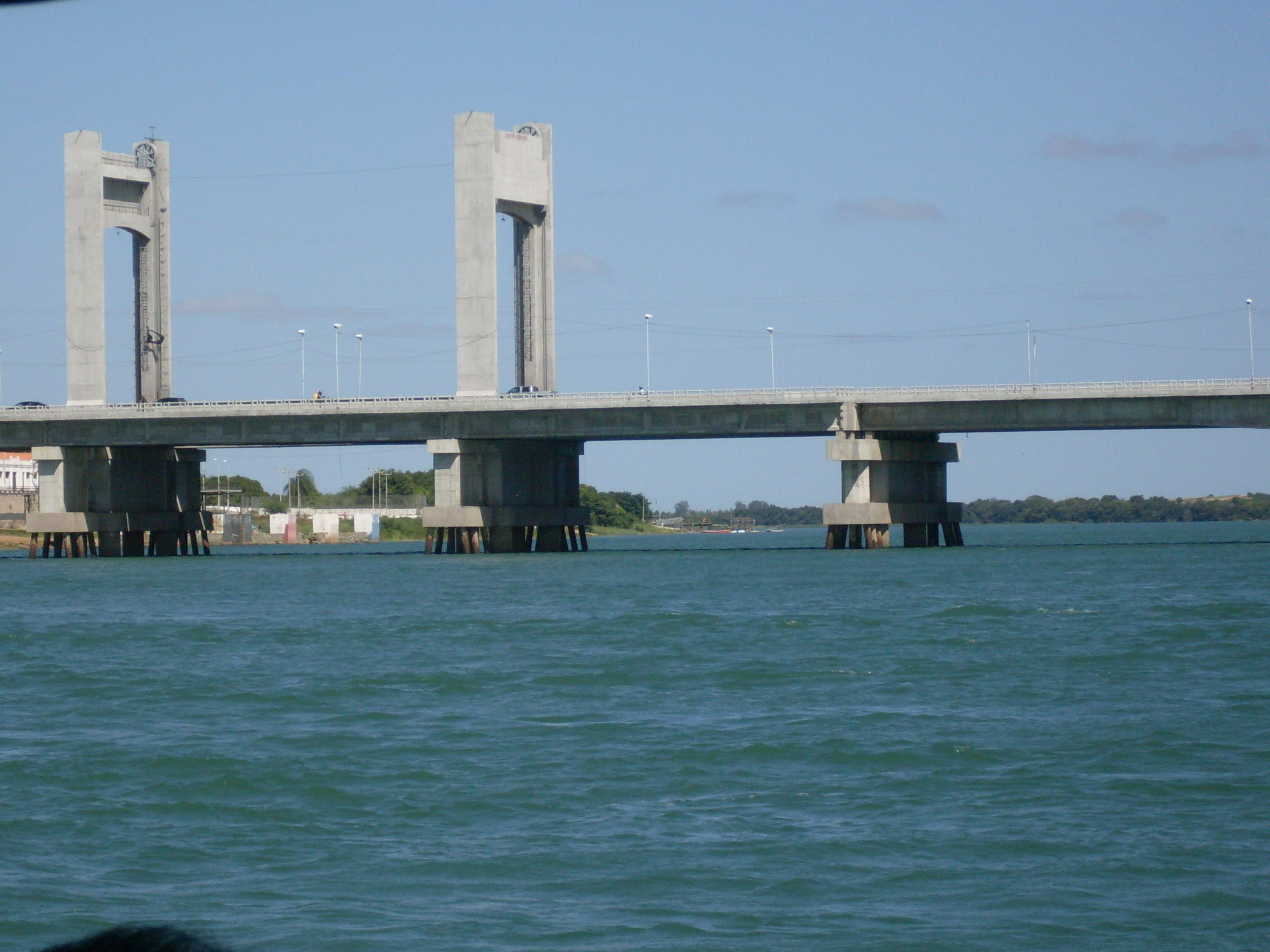

## Agricultura
La región comprendida por las ciudades de Petrolina y Juazeiro se convirtió en el mayor productor de frutas tropicales en el país, con énfasis en el cultivo de mango, uva, sandía, melón, coco, plátano, entre otros. Juazeiro, actualmente, es el mayor exportador y productor de frutas de Brasil.

## Clima
Juazeiro se encuentra en un área de zonas áridas y semiáridas, con el riesgo de sequía alta. La temporada de lluvias se produce entre noviembre y marzo, es decir, en el verano.
La precipitación media anual es de 399 mm, que van desde 1055 hasta 1998 mm. Y la temperatura media anual es de 24,2 °C, pero puede llegar a un máximo de 43,6 °C y mínima de 20,3 °C.
- Datos: Q753044
- Multimedia: Juazeiro (Bahia) / Q753044

m
1. ↑  Worldpostalcodes.org,código postal n.º 48900-000.